# Ерік Коул
Ерік Коул (англ. Erik Cole; 6 листопада 1978, м. Освего, США) — американський хокеїст, лівий нападник.
Виступав за Кларксонський університет (NCAA), «Цинциннаті Сайклонс» (ІХЛ), «Кароліна Гаррікейнс», «Айсберен Берлін», «Едмонтон Ойлерс», «Монреаль Канадієнс», «Даллас Старс», «Детройт Ред-Вінгс».
В чемпіонатах НХЛ — 691 матч (211+231), у турнірах Кубка Стенлі — 43 матчі (6+8). В чемпіонатах Німеччини — 39 матчів (6+21), у плей-оф — 8 матчів (5+1).
У складі національної збірної США учасник зимових Олімпійських ігор 2006 (6 матчів, 1+2), учасник чемпіонатів світу 2005 і 2007 (14 матчів, 2+9).
Досягнення
- Володар Кубка Стенлі (2006)
- Чемпіон Німеччини (2005).